# Блек-Лік (Пенсільванія)
Блек-Лік (англ. Black Lick) — переписна місцевість (CDP) в США, в окрузі Індіана штату Пенсільванія. Населення — 1268 осіб (2020).

## Географія
Блек-Лік розташований за координатами 40°27′55″ пн. ш. 79°11′13″ зх. д. / 40.46528° пн. ш. 79.18694° зх. д. (40.465148, -79.186897).  За даними Бюро перепису населення США в 2010 році переписна місцевість мала площу 6,71 км², з яких 6,66 км² — суходіл та 0,05 км² — водойми.

## Демографія
Згідно з переписом 2010 року, у переписній місцевості мешкали 1462 особи в 582 домогосподарствах у складі 371 родини. Густота населення становила 218 осіб/км².  Було 641 помешкання (96/км²).
Расовий склад населення:
| - 95,8 % — білих - 2,5 % — чорних або афроамериканців - 0,3 % — корінних американців - 0,1 % — азіатів |

До двох чи більше рас належало 1,3 %. Частка іспаномовних становила 1,8 % від усіх жителів.
За віковим діапазоном населення розподілялося таким чином: 21,4 % — особи молодші 18 років, 61,8 % — особи у віці 18—64 років, 16,8 % — особи у віці 65 років та старші. Медіана віку мешканця становила 41,4 року. На 100 осіб жіночої статі у переписній місцевості припадало 90,6 чоловіків;  на 100 жінок у віці від 18 років та старших — 94,7 чоловіків також старших 18 років.
Середній дохід на одне домашнє господарство  становив 34 802 долари США (медіана — 25 000), а середній дохід на одну сім'ю — 49 191 долар (медіана — 41 827). За межею бідності перебувало 18,6 % осіб, у тому числі 12,2 % дітей у віці до 18 років та 0,0 % осіб у віці 65 років та старших.
Цивільне працевлаштоване населення становило 582 особи. Основні галузі зайнятості: освіта, охорона здоров'я та соціальна допомога — 40,2 %, роздрібна торгівля — 22,2 %, мистецтво, розваги та відпочинок — 8,2 %, публічна адміністрація — 5,7 %.